# هلگا هرنس
هلگا هرنس (انگلیسی: Helga Hernes؛ زادهٔ ۱۶ ژانویهٔ ۱۹۳۸) اندیشمند حوزه علوم سیاسی، سیاستمدار و دیپلمات نروژی است که در آلمان به دنیا آمد. او از عضو حزب کارگر نروژ است. هرنس تحصیلات خویش را در ایالات متحده انجام داد که در آنجا با گودموند هرنس، سیاستمدار و جامعه‌شناس نروژی آشنا شد و پس از ازدواج با او به نروژ نقل مکان نمود. او در دانشکده جامعه‌شناسی دانشگاه برگن طی دهه‌های ۱۹۷۰ و ۱۹۸۰ حضور داشت و مدیر پژوهشی برنامه‌های متعددی بود. پژوهش‌های او در آن زمان متمرکز بر سیاست بین‌الملل، مطالعات زنان و دولت رفاه بود که او را با تبیین مفهوم فمینیسم دولتی در سال ۱۹۸۷ مشهور ساخت. مطالعات اخیر او بر جنسیت، درگیری‌های مسلحانه و امنیت و اجرا قطعنامه زنان صلح و امنیت سازمان ملل متحد متمرکز است.
هلگا هرنس در سال ۱۹۸۸ وزیر امور خارجه دولت گرو هارلم بروندلاند بود. او پس از خروج از دولت در سال ۱۹۹۳ به مدیریت مرکز پژوهش بین‌المللی اقلیم و محیط زیست انتخاب شد و مدتی هم سفیر نروژ در اتریش، اسلواکی، سوئیس و سریر مقدس بود تا آنکه در سال ۲۰۰۵ به مؤسسه تحقیقات صلح اسلو پیوست. او همچنین در سال‌های ۱۹۹۳ تا ۱۹۹۸ استاد پاره‌وقت علوم سیاسی در دانشگاه اسلو بود.

## زندگی‌نامه
هرنس در سال ۱۹۳۸ با نام هلگا ماریا یانکه در آلمان به دنیا آمد. بخشی که او در آن به دنیا آمده بود پس از پایان جنگ به لهستان تعلق گرفت و هلگا به عنوان پناهنده در سال ۱۹۴۵ به بایرن مهاجرت کرد. او طی یک برنامه تبادل دانش‌آموز در سال ۱۹۵۶ به آمریکا فرستاده شد و تحصیلات خود را در آنجا ادامه داد. مدرک کارشناسی خود را سال ۱۹۶۱ از کالج مونت هولیوکه در هدلی جنوبی، ماساچوست دریافت نمود و کارشناسی ارشد خود را سال ۱۹۶۷ از دانشگاه جانز هاپکینز بالتیمور اخذ کرد.

### فعالیت‌های علمی و سیاسی
هلگا هرنس مدرک پی‌اچ‌دی خود در علوم سیاسی را با موضوع مفهوم جامعه در نظریه‌های مدرن حقوق بین‌الملل از دانشگاه جلنز هاپکینز اخذ نمود. همان سال او در دانشکده جامعه‌شناسی دانشگاه برگن پذیرفته و در سال ۱۹۷۴ دانشیار سیاست تطبیقی آنجا شد. تحقیقات او در دانشگاه برگن بر سیاست بین‌الملل، مطالعات زنان و دولت رفاه متمرکز بود. هرنس در سال ۱۹۸۰ میلادی دانشگاه برگن را برای کار در شورای پژوهشی نروژ به عنوان مدیر پژوهشی ترک کرد و سال ۱۹۸۳ مدیر پژوهشی مؤسسه پژوهش‌های اجتماعی نروژ شد. دو اثر معروف او در این سال‌ها عبارتند از Staten - kvinner ingen adgang? (1982) and Welfare State and Woman Power. Essays in state feminism (1987) که هر دو در حوزه مطالعات زنان هستند.
هرنس تا سال ۱۹۸۸ در مؤسسه پژوهش‌های اجتماعی ماند تا آنکه در آن سال به عنوان وزیر امور خارجه دولت نروژ انتخاب شد. با سقوط کابینه در سال ۱۹۸۹ میلادی هرنس به مؤسسه بازگشت اما با تشکیل دوباره کابینه در سال بعد دوباره به عنوان وزیر انتخاب گشت.
او در سال ۱۹۹۳ از دولت خارج شد و به عنوان مدیر مرکز تحقیقات بین‌المللی اقلیم و محیط‌زیست و استاد دانشگاه اسلو انتخاب گردید. سه سال بعد در ۱۹۹۶ با ترک مرکز پژوهش بین‌المللی اقلیم و محیط زیست به عنوان مشاور وزارت خارجه معین شد. هرنس در سال ۱۹۹۸ به عنوان سفیر نروژ در اتریش و اسلواکی انتخاب گردید و در سال‌های بعد سفیر نروژ در سوییس و سریر مقدس بود. او در سال ۲۰۰۴ به مؤسسه پژوهش‌های اجتماعی نروژ بازگشت و یک سال بعد به مؤسسه تحقیقات صلح اسلو پیوست که در آنجا پیرامون مسائل مربوط به جنسیت و مخاصمه پژوهش می‌نمود. از سال ۲۰۰۶ هرنس به ریاست کمیته نظارت بر طلاعات مجلس نروژ انتخاب شد که تا سال ۲۰۱۱ در این سمت بود.

## افتخارات
هلگا هرنس دارای مدرک افتخاری از دانشگاه‌های ترومسو و استکهلم است. او سال ۱۹۹۹ نشان شایستگی سلطنتی نروژ را دریافت کرد.

## زندگی شخصی
هلگا هرنس همسر گودموند هرنس جامعه‌شناس و سیاست‌مدار نروژی است و پسر ایشان مشاور نخست‌وزیر نروژ ینس استولتنبرگ است.